# Chikavira Rajendra
Raja Chikavira Rajendra o Chikka Vira Rajendra (... – Londra, 24 settembre 1859). Era figlio del raja Linga Rajendra II e fu l'ultimo sovrano del regno di Coorg. Il suo vero nome era Vira Rajendra: il soprannome Chikka (che nelle lingue kannada e kodava significa giovane) fu aggiunto per distinguerlo dallo zio, che era stato a sua volta raja di Coorg.

## Annessione del regno

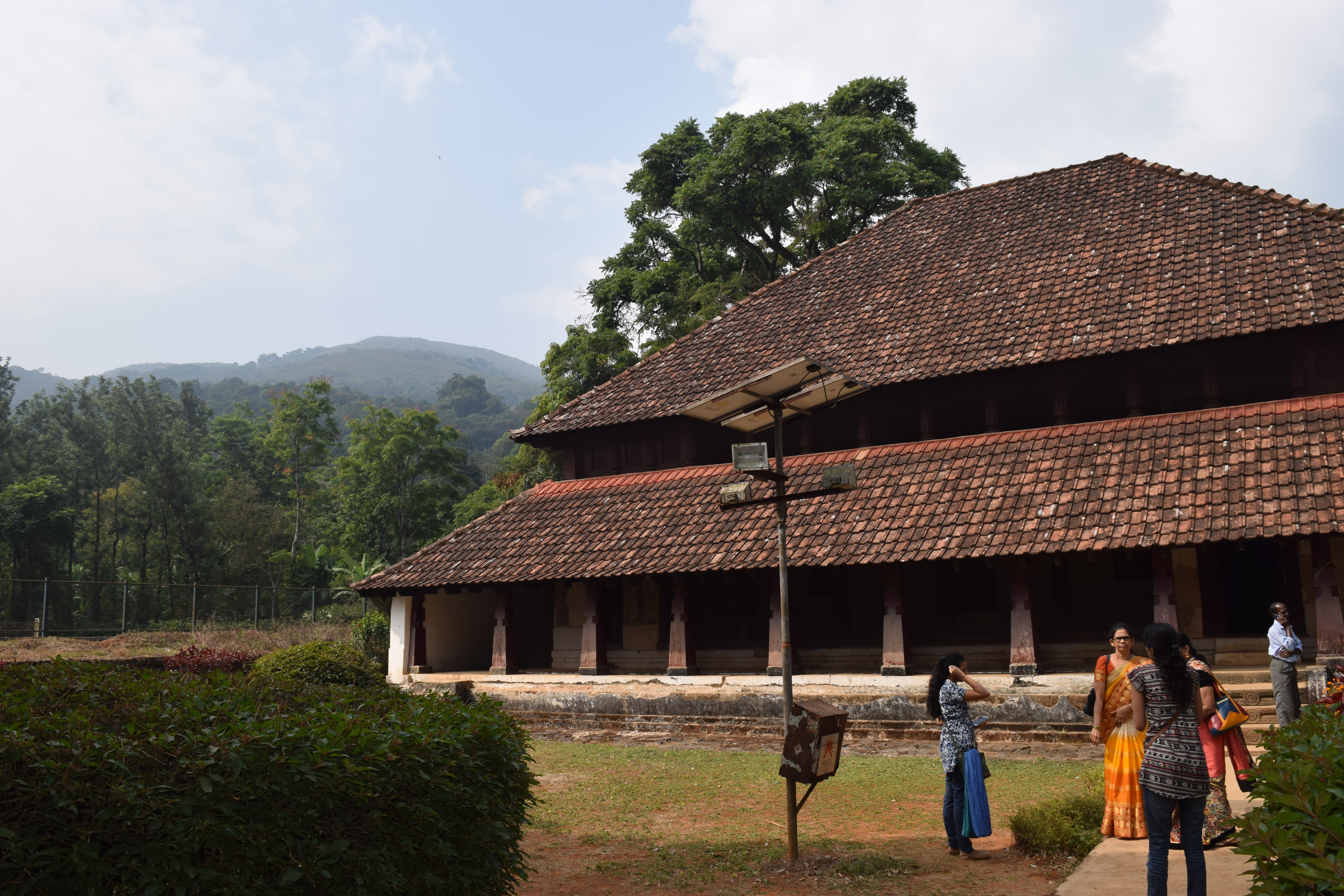
Palazzo Nalknad, dove Chikka Veerarajendra si rifugiò prima di arrendersi

Il 24 aprile 1834, a seguito della guerra di Coorg, Chikavira Rajendra fu deposto ed esiliato. Il suo regno fu annesso all'Impero anglo-indiano come Provincia di Coorg. Chikka Virarajendra trascorse alcuni anni come prigioniero politico a Varanasi, ricevendo un'indennità annuale di 12000 sterline. Una delle sue figlie, Muddama Mussamat (Ganga Maharani), divenne la terza moglie di Jang Bahadur Rana, che sposò a Varanasi nel dicembre 1850. 

## Londra
Nel marzo del 1852 decise di recarsi in Inghilterra per chiedere in tribunale che il governo delle Indie orientali gli restituisse i suoi beni. Il 12 maggio 1852, a bordo della nave Euxine, raggiunse Southampton con le due mogli e la figlia Gouramma,  accompagnato dal maggiore Drummond. Fu trasferito al Radley's Hotel dopo il tramonto e il giorno dopo, in treno, a Londra. Un giornale locale scrisse che il raja aveva rinunciato alla sua casta, ma che i suoi sei domestici erano vegetariani e astemi, cucinavano all'aperto dietro l'hotel e dormivano nei corridoi o sotto i tavoli dell'albergo. La regina Vittoria ricevette con trattamento regale il raja, che lasciò la figlia Gouramma alle cure della regina.

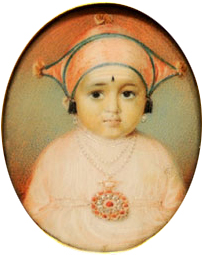
Chikavira Rajendra, 1805 circa

A Londra Chikavira Rajendra presentò diverse suppliche. Il 18 novembre 1853 fu pubblicata sul London Standard una lettera, nella quale l'ex raja descriveva la sua situazione. Sottolineò che nel 1799 suo zio aveva permesso al generale Abercrombie e al Bombay Army di passare per Coorg e di raggiungere Cornwallis, aiutando così la Compagnia britannica delle Indie orientali nella sua campagna contro Fateh Ali Tipu. Scrisse anche di suo cognato Chen Busawah, che nel 1830 si era rifugiato in Mysore schierandosi contro la propria famiglia: Chikavira Rajendra aveva chiesto ai britannici la consegna di Chen Busawah, colpevole anche di avre ucciso alcuni ufficiali nel corso della sua fuga. La Compagnia non aveva accolto la richiesta perché Chen Busawah aveva si era posto sotto la sua protezione. Qualche tempo dopo, un messaggero della Compagnia in viaggio da Malabar a Mysore fu trattenuto da Chikavira Rajendra: per questo motivo la Compagnia si era impadronita con la forza del palazzo del raja, sottraendogli beni che secondo lui valevano 160.000 sterline. Ribadì in seguito la sua posizione in merito, scrivendo al London Standard.
Chikavira Rajendra morì il 24 settembre 1859 nella sua residenza al numero 20 di Clifton Villas, Warwick Road, Maida Hill West. e fu sepolto al Kensal Green Cemetery..